# Джексон (Луїзіана)
Джексон (англ. Jackson) — місто (англ. town) в США, в окрузі Іст-Фелісіана штату Луїзіана. Населення — 3990 осіб (2020).

## Географія
Джексон розташований за координатами 30°50′4″ пн. ш. 91°12′35″ зх. д. / 30.83444° пн. ш. 91.20972° зх. д. (30.834539, -91.209600).  За даними Бюро перепису населення США в 2010 році місто мало площу 11,58 км², з яких 11,56 км² — суходіл та 0,02 км² — водойми.

## Демографія
Згідно з переписом 2010 року, у місті мешкали 3842 особи в 779 домогосподарствах у складі 497 родин. Густота населення становила 332 особи/км².  Було 940 помешкань (81/км²).
Расовий склад населення:
| - 53,8 % — чорних або афроамериканців - 43,8 % — білих - 0,3 % — азіатів - 0,2 % — корінних американців |

До двох чи більше рас належало 1,7 %. Частка іспаномовних становила 1,8 % від усіх жителів.
За віковим діапазоном населення розподілялося таким чином: 11,7 % — особи молодші 18 років, 80,3 % — особи у віці 18—64 років, 8,0 % — особи у віці 65 років та старші. Медіана віку мешканця становила 39,2 року. На 100 осіб жіночої статі у місті припадало 258,4 чоловіків;  на 100 жінок у віці від 18 років та старших — 291,3 чоловіків також старших 18 років.
Середній дохід на одне домашнє господарство  становив 45 153 долари США (медіана — 38 250), а середній дохід на одну сім'ю — 54 659 доларів (медіана — 50 405). Медіана доходів становила 29 375 доларів для чоловіків та 25 304 долари для жінок. За межею бідності перебувало 30,1 % осіб, у тому числі 23,2 % дітей у віці до 18 років та 31,5 % осіб у віці 65 років та старших.
Цивільне працевлаштоване населення становило 537 осіб. Основні галузі зайнятості: освіта, охорона здоров'я та соціальна допомога — 39,3 %, публічна адміністрація — 14,3 %, роздрібна торгівля — 13,4 %.